# Allgrove's Superb
Allgrove's Superb es una variedad cultivar de ciruelo (Prunus domestica), de las denominadas ciruelas europeas,
una variedad de ciruela incluida en el grupo de las ciruelas "Reina Claudia" variedad de "Allgrove's nurseries" Bucks en Inglaterra. Las frutas tienen un tamaño de medio a grande, color de piel  rojizo, cambiando a rojo púrpureo, con abundante pruina blanquecina, puntos lenticelares numerosos, muy pequeños, grises o rojizos, y pulpa de color verdoso, con textura tierna, poco jugosa, y sabor dulce y agradable, muy bueno. Tolera las zonas de rusticidad según el departamento USDA, de nivel 5, 6, 7, 8, 9, 10.

## Historia
'Allgrove's Superb' es un desporte de color de 'Jefferson'. Fue nombrado e introducido en 1915 por los "Allgrove's nurseries" (viveros de Allgrove), Langley en Bucks. Recibió el "Award of Merit" (Premio al Mérito) de la «Royal Horticultural Society» en 1915. Está incluida en el grupo de las ciruelas "Reina Claudia".
'Allgrove's Superb' está cultivada en la National Fruit Collection (Colección Nacional de Fruta) de Reino Unido, con el número de accesión: 1961 - 096 y nombre de accesión : Allgrove's Superb. Recibido por "The National Fruit Trials" (Probatorio Nacional de Frutas) en 1961.

## Características
'Allgrove's Superb' es un árbol de mediano a grande, vigoroso, extendido, de copa abierta. Las flores deben aclararse para que los frutos alcancen un calibre más grueso. Tiene un tiempo de floración que comienza a partir del 10 de abril con el 10% de floración, para el 14 de abril tiene una floración completa (80%), y para el 26 de abril tiene un 90% de caída de pétalos.
'Allgrove's Superb' tiene una talla de fruto de tamaño medio a grande (peso promedio 45.60 g), de forma ovalado oblongo, no comprimido, mitades no iguales, cavidad poco profunda, estrecha, abrupta, con la sutura poco profunda, indistinta, y el ápice redondeado;epidermis tiene una piel delgada, dura, ligeramente adherida, de color rojizo, cambiando a rojo púrpureo, con abundante pruina blanquecina, puntos lenticelares numerosos, muy pequeños, grises o rojizos; Pedúnculo medio, grueso o semi grueso, muy pubescente (14.29 mm), ubicado en una cavidad del pedúnculo con anchura y profundidad medias, rebajada en la sutura de forma variable;pulpa de color verdoso, con textura tierna, poco jugosa, y sabor dulce y agradable, muy bueno.
Hueso semi libre, mediano, alargado, rugoso.
Su tiempo de recogida de cosecha se inicia en mitad de temporada, período de maduración a finales de agosto.

## Usos
La ciruela 'Allgrove's Superb' tiene buenas características como ciruela de postre en mesa, y así mismo buenas cualidades para elaboraciones culinarias.

## Cultivo
Plagas específicas:
Pulgones, Cochinilla parda, aves Camachuelos, Orugas, Araña roja de árboles frutales, Polillas minadoras de hojas, Pulgón enrollador de hojas de ciruelo.
Enfermedades específicas:
Hoja de plata, cancro bacteriano, marchitez de flores y frutos por podredumbre parda.